# ブンダランHI駅
ブンダランHI駅（インドネシア語: Stasiun MRT Bundaran HI）はジャカルタ首都特別州中央ジャカルタ市メンタン区にある、ジャカルタ都市高速鉄道（MRT）南北線の駅。

## 歴史
2019年3月24日に南北線第1期区間（ブンダランHI-ルバックブルス間）の開通と共に開業した。
2020年10月8日の雇用創出オムニバス法に対する抗議活動が発生し、当駅は近くのトランスジャカルタバスの停留所と共に暴徒の破壊の標的となり、駅の入口のガラスが割られたり落書きの被害が発生した。

## 駅構造

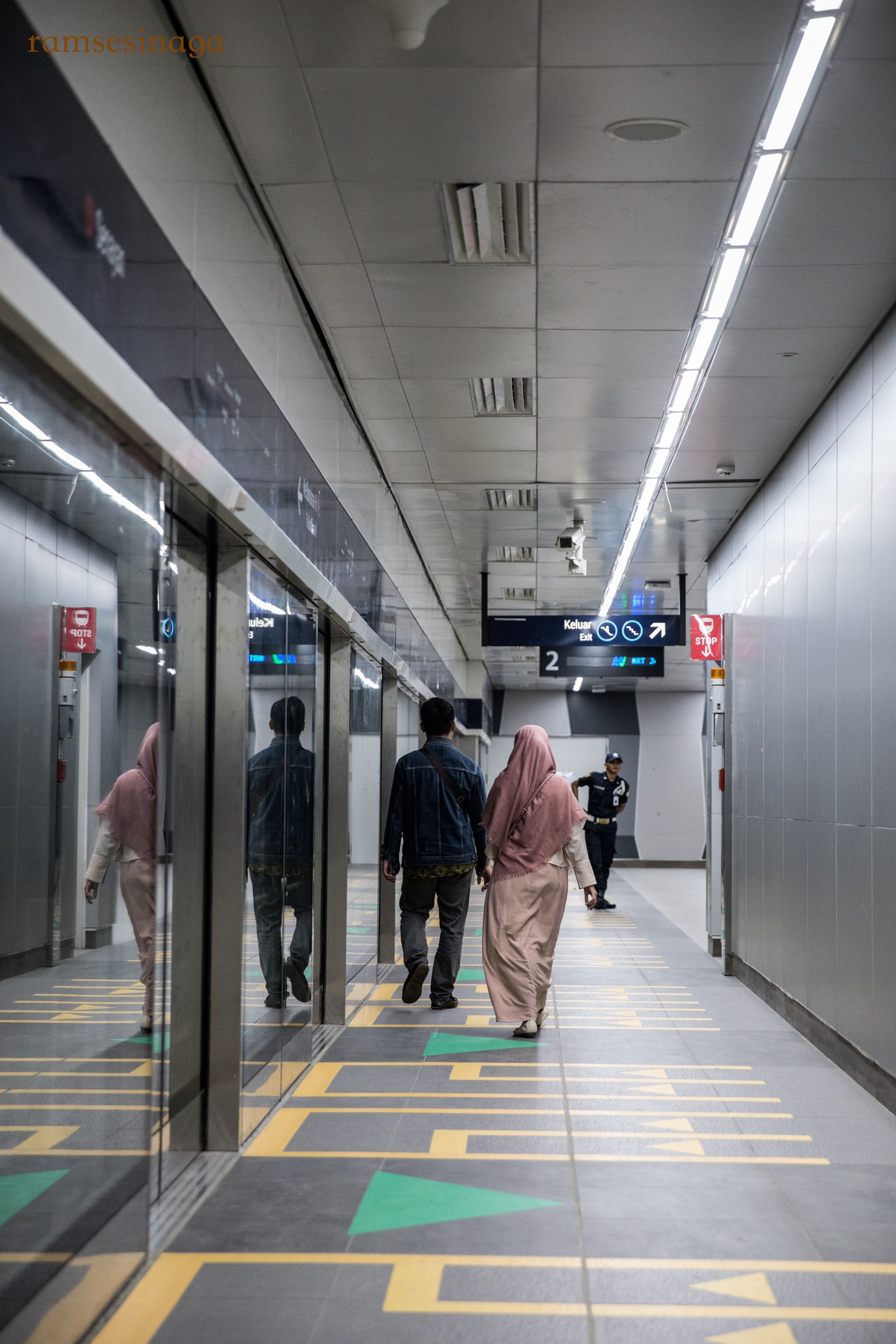
プラットホーム

M.H.タムリン通りの地下にある地下駅。地下1階が改札口や切符売り場があるコンコース階、地下2階がホーム階である。ホームは島式1面2線を有しており、フルハイトタイプのホームドアを完備している。

### のりば
| 番線 | 路線   | 行先                                        |
| ---- | ------ | ------------------------------------------- |
| 1・2 | 南北線 | ドゥクアタス・ブロックM・ルバックブルス方面 |

## 駅周辺
- セラマット・ダタン記念碑（インドネシア語版、英語版）
- ウィスマ・ヌサンタラ（インドネシア語版、英語版）
- シナール・マス・ランド・プラザ
- グラハ・マンディリ（インドネシア語版）
- ドイツ銀行
- 在インドネシア日本大使館
- プラザ・インドネシア（インドネシア語版、英語版）
- グランド・インドネシア・ショッピングタウン（インドネシア語版、英語版）
- タムリンシティ（インドネシア語版、英語版）
- グランド・ハイアット・ジャカルタ
- プルマン・ジャカルタ・インドネシア
- マンダリン・オリエンタル・ジャカルタ

## 隣の駅
ジャカルタ都市高速鉄道
 南北線
ブンダランHI駅 - ドゥクアタス駅